# 宮崎誉子
宮崎 誉子（みやざき たかこ、1972年2月25日 - ）は、日本の小説家。千葉県出身。

## 経歴
1998年「世界の終わり」で第3回リトルモア・ストリートノベル大賞を受賞し小説家デビュー。
2004年、「POPザウルス（A面）」で第30回川端康成文学賞候補。
2006年、『少女＠ロボット』で第19回三島由紀夫賞候補、第28回野間文芸新人賞候補。
非正規社員やワーキングプアを扱った作品が多い。

## 作品リスト
単行本
- 『世界の終わり』（2002年7月31日、リトルモア、ISBN 9784898150788）
世界の終わり、マンネリズム、スモーキン・ピンク、ライム☆スターを収録。
- 『セーフサイダー』（2004年9月16日、リトルモア、ISBN 9784898151358）
セーフサイダー（A面）、アウトライダー（B面）、耳説（RAINDROPS★Remix）、永遠の隙間、韻＆音を収録。
- 『日々の泡』（2005年9月30日、河出書房新社、ISBN 9784309017327）
アルファベット・クッキー、POPザウルス（A面）、コーヒー・チェリー、ピンクパンサー、ビター・チョコレート（『文藝』2005年夏号）を収録。
- 『少女@ロボット』（2006年2月25日、新潮社、ISBN 9784103008514）
クローバー、秋彼岸、マウスピース、少女ロボット（A面）、カメレオン（B面）、子供だヨ!全員集合（『新潮』2005年3月号）、ロッカールーム、魚眼レンズ、プライドリルを収録。
- 『三日月』（2007年10月10日、講談社、ISBN 9784062139458）
脱ニート（『群像』2006年7月号）、チョコレート工場の娘（不登校篇）（『群像』2006年2月号）、三日月（『群像』2007年1月号）を収録。
- 『派遣ちゃん』（2009年2月、新潮社、ISBN 978-4-10-300852-1）
- 『女子虫』（2012年7月、幻冬舎、ISBN 978-4344022201）
- 『水田マリのわだかまり』（2018年2月、新潮社、ISBN 978-4103008538）　水田まりのわだかまり（『新潮』2017年6月号）

単行本未収録
- アイスクリーム（『群像』2005年8月号）
- ガシャポン　ガールズ篇（『群像』2005年10月号）
- ミルフィーユ（『文藝』2006年春号）
- 至極真剣（『文藝』2007年春号）
- 蛇行（『群像』2007年4月号）
- 欠落（『新潮』2007年9月号）
- ペットボトル（『文藝』2007年冬号）
- かわいい依存症（『文藝』2008年夏号）